# Cryphia cyanea
Cryphia cyanea là một loài bướm đêm trong họ Noctuidae.